# Categoria pré-abeliana
Em matemática, especificamente em teoria das categorias, uma categoria pré-abeliana é uma categoria aditiva que tem todos os núcleos e conúcleos.
Tratando em mais detalhes, isto significa que uma categoria C é pré-Abeliana se:
1. C é pré-aditiva, que é enriquecida sobre a categoria monoidal de grupos abelianos;
2. C tem todos os biprodutos, os quais são todos produtos finitos e coprodutos finitos;
3. dado qualquer morfismo f: A → B em C, o equalizador de f e o morfismo zero de A a B existe (este é o núcleo), como o coequalizador (este é o conúcleo).

Note-se que o morfismo zero no item 3 pode ser identificado como o elemento identidade do conjunto hom Hom(A,B), o qual é um grupo Abeliano pelo item 1; ou como o único morfismo A → O → B, onde O é um objeto zero, guarantido como existente pelo item 2.

## Exemplos
O exemplo original de uma categoria aditiva é a categoria Ab de grupos Abelianos. Ab é pré-aditiva porque é uma categoria monoidal fechada, o biproduto em Ab ié a soma direta finita, o núcleo é inclusão do núcleo ordinário da teoria de grupos e o conúcleo é o mapa quociente sobre o conúcleo ordinário da teoria de grupos.
Outros exemplos comuns:
- A categoria de módulos (à esquerda) sobre um anel R, em particular:
  - a categoria de espaços vetoriais sobre um corpo K.
- A categoria de (Hausdorff) grupos topológicos abelianos.

Estes dão uma ideia do que entende-se por categoria pré-abeliana; para mais exemplos, ver categoria Abeliana (cada categoria Abeliana é pré-Abeliana).

## Propriedades elementares
Cada categoria pré-Abeliana é, claro, uma categoria aditiva, e muitas propriedades básicas destas categorias são descritas sob aquele assunto.
Este artigo se preocupa com as propriedades que existem exclusivamente por causa da existência de núcleos e conúcleos.
Embora núcleos e conúcleos sejam tipos especiais de equalizadores e coequalizadores, uma categoria pré-Abeliana possui realmente todos equalizadores e coequalizadores. Simplesmente construímos o equalizador de dois morfismos f e g como o núcleo de sua diferença g − f; similarmente, seu coequalizador é o conúcleo de sua diferença. (O termo alternativo "núcleo de diferença" para equalizadores binários deriva deste fato.) Desde que categorias pré-Abelianas tem todos produtos finitos e coprodutos (os biprodutos) e todos os equalizadores binários e coequalizadfores (como descrito), então um teorema geral da teoria das categorias, eles tem todos os limites e colimites. Isto é, as categorias pré-Abelianas são finitamente completas.
A existência tanto de núcleos e conúcleos dá uma noção de imagem e coimagem.
Nós podemos definir estas como
im f := ker coker f;
coim f := coker ker f.
Isto é, a imagem é o núcleo do conúcleo, e a coimagem é o conúcleo do núcleo.
Note-se que esta noção de imagem pode não corresponder a usual noção de imagem, ou imagem de uma função, mesmo admitindo que morfismo na categoria são funções.
Por exemplo, na categoria de grupos topológicos Abelianos, a imagem de um morfismo realmente corresponde à inclusão da fecho da imagem da função.
Por esta razão, em português devemos diferenciar os conceitos por um complemento ao termo, com "imagem de uma categoria" (image em inglês) para o abstrato conceito em categorias e "imagem de uma função" (range em inglês) para o conceito elementar em teoria das funções.
Em muitas situações comuns, tais como a categoria de conjuntos, onde imagens e coimagens existem, seus objetos são isomórficos. Colocandoi mais precisamente, nós temos uma factorização de f: A → B como
A → C → I → B,
onde o morfismo sobra o ramo esquerdo é a coimagem, o morfismo sobre o ramo direito é a imagem, e o morfismo é o meio (chamado o paralelo de f) é um isomorfismo.
Numa categoria pré-Abeliana, isto não é necessariamente verdade.
A factorização acima indicada sempre existe, mas o paralelo pode não ser um isomorfismo.
De fato, o paralelo de f é um isomorfismo para cada morfismo f se e somente se a categoria pré-Abeliana é uma categoria Abeliana. Um exemplo de uma não Abeliana, categoria pré-Abeliana é, é mais uma vez, a categoria de grupos topológicos Abelianos. Como observado, a imagem é a inclusão do fecho da imagem da função; entretanto, a coimagem é o mapa quociente sobre a imagem da função em si. Então, o paralelo é a inclusão da imagem da função neste fecho, o qual não é um isomorfismo a menos que a imagem da função já estava fechada.